# Hans-Ulrich Klose
Ne doit pas être confondu avec Hans-Ulrich Klose (homme politique, 1935).
Pour les articles homonymes, voir Klose.
Hans-Ulrich Klose (/ˈhaːns ˈʊlrɪç ˈkloːzə/) est un homme politique allemand membre du Parti social-démocrate d'Allemagne (SPD) né le 14 juin 1937 à Breslau (Basse-Silésie) et mort le 6 septembre 2023 à Berlin (Allemagne).
Il entre au gouvernement du Land de Hambourg en 1973, au poste de sénateur pour l'Intérieur. L'année d'après, il est investi premier bourgmestre. Il remporte en 1978 la majorité absolue aux élections régionales.
Il démissionne en 1981 en raison d'un conflit interne au SPD hambourgeois. Il est élu deux ans plus tard député au Bundestag et y siège jusqu'en 2013. Il est désigné président du groupe parlementaire SPD en 1991, puis vice-président de l'assemblée en 1994. À partir de 1998, il s'investit au sein de la commission des Affaires étrangères : il la préside quatre ans, puis en occupe une vice-présidence jusqu'à la fin de sa vie parlementaire.
Entre 2010 et 2011, il est coordonnateur de la coopération germano-américaine au sein de l'office des Affaires étrangères, dirigé par le libéral Guido Westerwelle.

## Biographie
Durant ses études secondaires, Hans-Ulrich Klose passe un an aux États-Unis dans l'Iowa, puis passe son Abitur en 1957 à Bielefeld. Il étudie ensuite le droit à Fribourg-en-Brisgau et à Hambourg, et obtient son premier diplôme juridique d'État en 1961. Il décroche le second quatre ans plus tard et commence aussitôt à travailler comme procureur auprès du tribunal pour enfants, avant d'intégrer la haute fonction publique de Hambourg.

### Carrière politique

#### Au sein du SPD
Hans-Ulrich Klose adhère au Parti social-démocrate d'Allemagne (SPD) en 1964, et au syndicat de la fonction publique et des transports (ÖTV) en 1968. Désigné trésorier fédéral du SPD en 1987, il renonce à cette fonction en 1991, puis prend la présidence du mouvement des plus de 60 ans du parti, AG60plus de 1994 à 1997.

#### Au niveau régional
Hans-Ulrich Klose est élu député au Bürgerschaft de Hambourg en 1970, puis président du groupe SPD deux ans plus tard. En 1973, il est nommé sénateur pour l'Intérieur de la ville-État. À la suite des élections de 1974, Hans-Ulrich Klose est investi premier bourgmestre de Hambourg à la tête d'une coalition sociale-libérale le 12 novembre. À 37 ans, il est le plus jeune chef de gouvernement d'Allemagne.

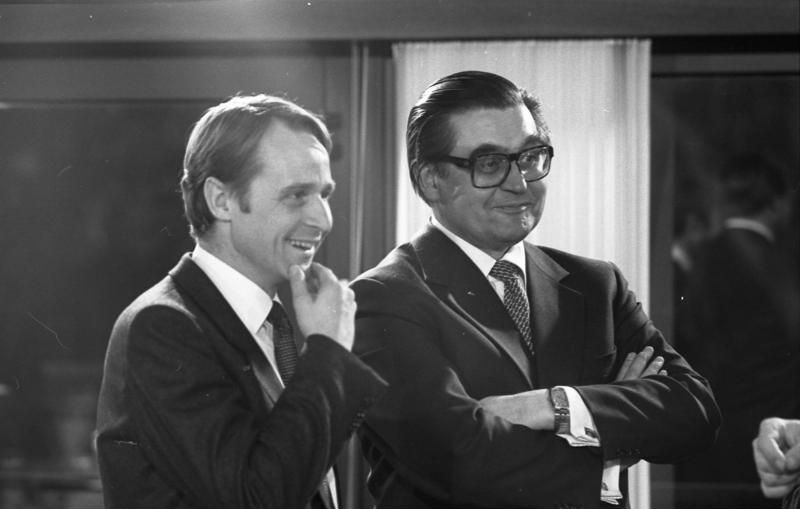
Hans-Ulrich Klose (à gauche) et Hans Koschnick à Bonn en 1979.

Candidat à sa propre succession au scrutin de 1978, il s'impose avec 51,5 % des voix et 69 sièges sur 121. Il démissionne trois ans plus tard, le 21 mai 1981, à la suite d'un conflit interne au SPD l'opposant au président de la fédération du parti à Hambourg, Werner Staak, à propos de la construction de la centrale nucléaire de Brokdorf.

#### Au niveau fédéral
En 1983, Hans-Ulrich Klose est élu député fédéral de Hambourg au Bundestag dans la circonscription Hamburg-Harburg avec 55 % des voix, et prend huit ans plus tard la présidence du groupe SPD à la suite de la démission de Hans-Jochen Vogel.
Il renonce à ce poste à la suite des législatives de 1994 au profit du président du SPD, Rudolf Scharping et devient alors vice-président du Bundestag par 591 voix sur 661. En 1998, il est remplacé par Anke Fuchs et est élu au poste de président de la commission parlementaire des Affaires étrangères pour quatre ans. Il en devient vice-président en 2002.
Il est nommé coordinateur pour la coopération germano-américaine au sein de l'office des Affaires étrangères le 16 mars 2010 par Guido Westerwelle, ministre fédéral des Affaires étrangères membre du Parti libéral-démocrate (FDP).